# Ut unum sint
Ut unum sint (Qu'ils soient un) est une encyclique du pape  Jean-Paul II publiée le 25 mai 1995 dont le titre rappelle la prière de Jésus dans l'Évangile selon Jean (17:21-22). Ce texte traite des relations de l'Église catholique avec l'Église orthodoxe et les autres communautés chrétiennes. Il est devenu une des bases du dialogue œcuménique. Il s'agit d'ailleurs de la première encyclique consacrée à ce thème.

## Contenu
Ce document réaffirme que l'unité des deux Églises sui juris est essentielle, tout comme le dialogue avec les Églises protestantes. Il montre que l'Église catholique est fermement engagée pour l'unité des chrétiens. Il appelle à « la nécessaire purification de la mémoire historique» pour que catholiques, orthodoxes et protestants puissent dépasser « l'enfermement dans la condamnation des autres de manière non évangélique, d'un mépris qui découle de présomptions malsaines » et « abattre les murs de division et de défiance » qui les séparent.
Il accorde une place particulière à la Communion orthodoxe, employant une expression qu'il avait déjà utilisée auparavant : « l'Église doit respirer avec ses deux poumons ! » (UUS, 54).
En matière de dialogue œcuménique, Jean-Paul II insiste sur l'importance fondamentale de la doctrine : « En matière de foi, le compromis est en contradiction avec Dieu qui est Vérité. Dans le Corps du Christ, lui qui est « le Chemin, la Vérité et la Vie » (Jn 14, 6), qui pourrait considérer comme légitime une réconciliation obtenue au prix de la vérité ? » (UUS, 18).
Jean-Paul II dresse notamment la liste des cinq points d'achoppement principaux dans le dialogue avec les Églises issues de la Réforme protestante : l'Écriture et la Tradition, l'eucharistie, l'ordination aux ministères, le magistère de l'Église, le rôle de Marie.
L'encyclique examine notamment la question du rôle de la papauté et de sa place dans le mouvement œcuménique. Elle propose ainsi une lecture de la primauté de Pierre et du rôle du pape comme serviteur de l'unité des chrétiens, tout en encourageant le questionnement théologique à ce sujet, « au-delà des polémiques stériles ».

## Réactions
Dans la Communion anglicane, l'encyclique est saluée juste après sa parution par l'archevêque de Cantorbéry George Carey, qui déclare notamment vouloir « explorer plus avant le ministère de l'unité qui appartient à l'évêque de Rome ». Une réponse plus large est publiée en 1997 par les évêques de l'Église d'Angleterre, sous un titre identique à celui de l'encyclique (« May They All Be One ») ; elle recense également les points posant difficulté entre les deux Églises.
L'évêque anglican Mark Santer (en), un des artisans des accords œcuméniques catholiques-anglicans ARCIC, souligne que depuis la parution de l'encyclique, plus personne ne peut prétendre que la recherche de l'unité des chrétiens soit une préoccupation marginale de l'Église catholique, « le pape ayant lui-même affirmé clairement que cette question était au cœur du ministère auquel il avait été appelé comme évêque de Rome ».